# Jacobus Nicolaas Tjarda van Starkenborgh Stachouwer
Jonkheer Jacobus Nicolaas Tjarda van Starkenborgh Stachouwer (* 25. August 1822 auf Borgweer in Wehe-den-Hoorn, heute De Marne, Provinz Groningen; † 4. August 1895 in Wiesbaden, Provinz Hessen-Nassau) war ein niederländischer Landschafts- und Genremaler.

## Leben
Van Starkenborgh, Sohn des Juristen Edzard Tjarda van Starkenborgh Stachouwer (1797–1872) und dessen Gemahlin Aleida Warmoldina Lamberta Talma (1800–1830), war das zweite von sechs Kindern des Ehepaars. Als Aristokrat (Baron), als Bürgermeister von Leens, als Mitglied des Groninger Provinzialparlaments (Provinciale Staten van Groningen) und als bedeutender Miteigentümer der westfriesischen Wattinsel Schiermonnikoog genoss sein Vater eine herausragende Stellung. Wie sein jüngerer Bruder Willem (1823–1885) zeigte van Starkenborgh Interesse für die Malerei. An der Kunstakademie Amsterdam studierte er Landschaftsmalerei. Nach einer Reise in die Vereinigten Staaten, die von Juni 1849 bis ins Jahr 1850 dauerte und ihn nicht nur nach New York City und Philadelphia, sondern auch zum Catskill Creek und in die Catskill Mountains (New York) sowie an den Potomac River (Virginia und West Virginia) führte, ließ er zunächst sich in Arnheim nieder. 1852 wechselte er nach Düsseldorf, das sich durch die Düsseldorfer Malerschule zu einem Zentrum der europäischen Malerei entwickelt hatte. Dort war er in den Jahren 1854 bis 1888 (mit Unterbrechungen) Mitglied des Künstlervereins Malkasten. Dem Verein der Düsseldorfer Künstler gehörte er von 1861 bis 1888 an. Am 17. August 1854 heiratete er in Arnheim Louise Henriette Helena Cremer (1828–1896), die am 9. September 1855 in Kleve den Sohn Ludwig (Alexander Lodewijk, † 14. August 1872 auf See) gebar. Von Düsseldorf aus unternahm van Starkenborgh eine Vielzahl von Reisen – in deutsche, schweizerische, niederländische und englische Gegenden, insbesondere nach Thüringen – und beteiligte sich an internationalen Ausstellungen, etwa in Österreich (Künstlerhaus Wien), in den Vereinigten Staaten (Pennsylvania Academy of the Fine Arts, Philadelphia) und in den Niederlanden (Koninklijke Akademie van Beeldende Kunsten, Amsterdam). In den Jahren 1856/1857 lebte er in Kleve, 1871 in Wageningen und ab 1888 in Wiesbaden. Charakteristisch für sein Werk sind romantische Wald- und Flusslandschaften in verschiedenen Tagesstimmungen, häufig durch Figuren des ländlichen Lebens sowie durch Tierstaffagen belebt.